# Alberto Granado
Alberto Granado Jiménez (1922. augusztus 8. – 2011. március 5.) argentin-kubai biokémikus, orvos, író és tudós. Ő volt Che Guevara utazótársa és együtt utazták be Latin-Amerikát egy motorkerékpáron 1951-1952-ben.

## Életútja
Granado 1922. augusztus 8-án született Hernandóban, később biokémiát tanult a Córdobai Egyetemen. Itt ismerte meg Che Guevarát 1945-ben. 1951-1952-ben Che Guavarával körbeutazták Latin-Amerikát egy motorkerékpáron. Utána csak nyolc évvel később találkoztak újra, amikor Che meghívta, hogy oktasson a Havannai Egyetemen, majd később a Santiago de Cuba Egyetemen dolgozott. 
Könyvével (Con el Che por Sudamérica) megalapozta a 2004-ben megjelent, Egy motoros naplója című filmet, amiben leírja utazását Che Guevarával, amit több nyelvre is lefordítottak. A filmben a fiatal Granado szerepét Rodrigo de la Serna játssza el, de a film végén Alberto Granado is megjelenik. 
Granado 1961-től Kubában élt feleségével és három gyermekével. 2011. március 5-én természetes halállal hunyt el. Kérésére hamvait Kubában, Venezuelában és Argentínában szórták szét. 

## Megjelent művek
- Con el Che por Sudamérica, útirajz